# Proechimys decumanus
Proechimys decumanus är en däggdjursart som först beskrevs av Thomas 1899.  Proechimys decumanus ingår i släktet Proechimys och familjen lansråttor. IUCN kategoriserar arten globalt som sårbar. Inga underarter finns listade i Catalogue of Life.
Denna gnagare förekommer i västra Ecuador samt i angränsande områden av Peru. Den vistas i låglandet och i låga bergstrakter upp till 800 meter över havet. Habitatet utgörs av halvtorra eller torra skogar som delvis är lövfällande. Individerna är aktiva på natten och de går främst på marken. När honan inte är brunstig lever varje individ ensam.
Arten blir 26 till 30 cm lång (huvud och bål) och svansen är i genomsnitt 19,6 cm lång. Viktuppgifter saknas. Ovansidans hår har sandbruna och ljusgråa avsnitt vad som ger ett spräckligt utseende. Det finns en tydlig gräns mot den helt vita undersidan. Svansen är mörk på ovansidan och ljus på undersidan. Den är täckt med hår men fjällen är synliga. På ovansidan är taggar inblandade som har en långsmal och rörlig spets.